# Lelum Polelum (postacie)
Lelum, Polelum – postacie z dramatu Juliusza Słowackiego Lilla Weneda. Lelum i Polelum byli pojmanymi przez Lecha synami króla Wenedów – Derwida. Po uwolnieniu skuci jednym łańcuchem walczyli jako jeden wódz plemienia zapowiedziany wróżbą Rozy Wenedy.